# Jia feng xu huang
Jia feng xu huang (假凤虚凰S), noto anche con i titoli internazionali in lingua inglese Fake Phoenixes e Male Princess and Female Prince, è una serie televisiva cinese del 2017.

## Trama
Il principe Ye Qing Ge e la principessa Su Yu, per dare vita a un'alleanza tra i loro rispettivi regni, sono costretti a sposarsi; entrambi però nascondono un segreto: in realtà Ye Qing Ge è una femmina e Su Yu un maschio. In particolare, Su Yu malsopporta la propria situazione e sfrutta ogni occasione per tormentare Ye Qing Ge, fino a quando entrambi – scoperta la loro vera identità – si innamorano.